# Dendrosicyos socotrana
Dendrosicyos es un género monotípico de plantas con flores perteneciente a la familia Cucurbitaceae. Su única especie, Dendrosicyos socotrana, es originaria de la isla de Socotra, en Yemen y es la única especie en las cucurbitáceas que crece en forma de árbol.

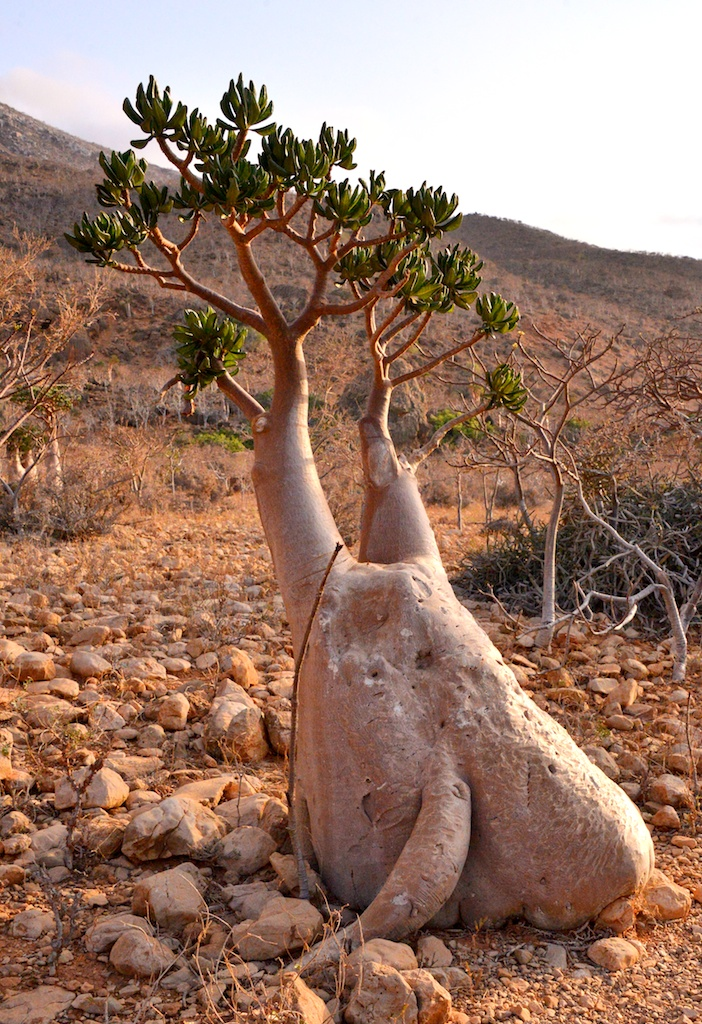
Vista de la planta

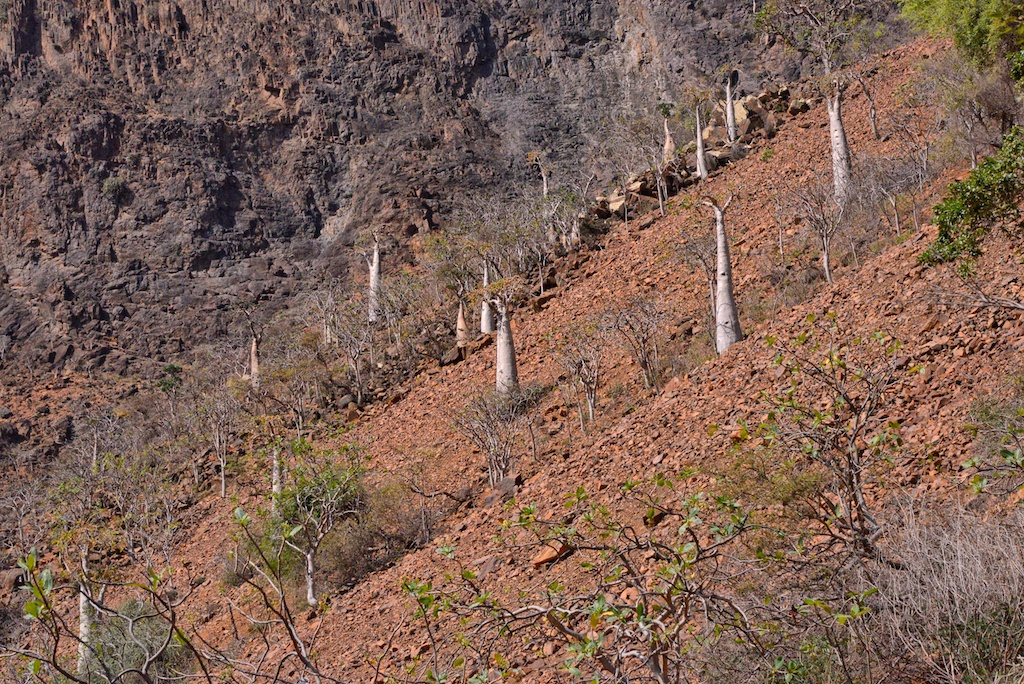
En su hábitat

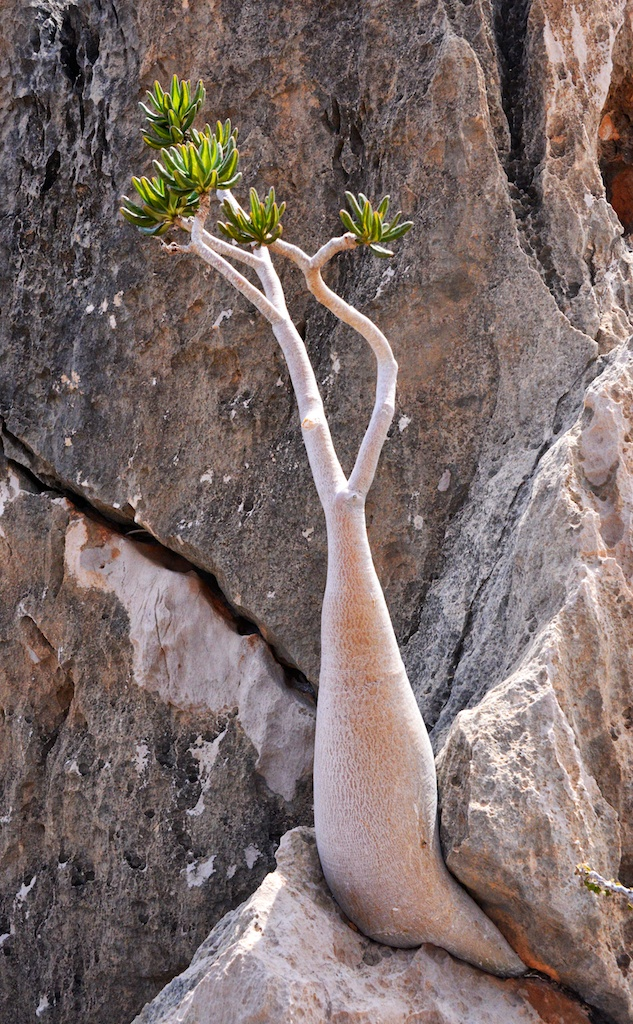
Vista de la planta

## Características
Tiene un tronco bulboso y una pequeña corona. Fue descrito por primera vez por Isaac Bayley Balfour en 1882. Un reciente análisis filogenético molecular de la familia de las cucurbitáceas encontró que el linaje de Dendrosicyos es aproximadamente dos veces mayor que la isla, y por lo tanto parece ser un relicto en la isla de un linaje progenitor que se extinguió en el continente.
Las hojas son casi redondas, cubiertas de cerdas finas, y ligeramente dentadas. Las flores amarillas (3 cm), masculinas y femeninas que están presentes en la misma planta de polinización cruzada. Se reproduce solo por semillas. Las frutas (3 x 5 cm) son verdes, volviéndose de color ladrillo rojo cuando está madura.
Las plántulas sometidas a pastoreo excesivo y la regeneración pueden verse comprometidos con el tiempo, a excepción de las plantas de semillero protegidas de cabras por  Cissus subaphylla. La especie se considera vulnerable. En Socotra, su nombre es qamhiyn.
Contrariamente a lo que su región de origen sugeriría, Dendrosicyos socotrana responde bien a   ser fecundado, si la temperatura es superior a 20 °C. Los individuos en su hábitat natural pueden alcanzar los 3 m de altura. Los troncos son suculentos, pero no tiene forma de botella cuando son jóvenes. La planta produce flores a los cinco años.
Dendrosicyos socotranus tiene una base en forma de botella de madera fibrosa (diferente entre cáudice, tallo caudiciforme, paquicaulo, lignotúber). El tronco alcanza un diámetro de hasta un metro. Numerosas pequeñas ramitas y ramas crecen desde el tronco, la forma de crecimiento del árbol en forma de botella lo hace distintivo.
La base consiste en gran parte de parénquima. En ella están integrados pequeñas hebras xilemas que están vinculadas entre sí (anastomosis). Estas hebras del xilema tienen un cambium, y un secundario floema. No hay un cambium constantemente activo - siempre será formada secuencialmente en la periferia de un nuevo cambium (cambium sucesivo). 
Las hojas son de unos 25 cm de largo y de ancho, el borde de la hoja es ligeramente espinoso. En la parte inferior de las hojas están tricomas de dos a siete células,  células que contienen a menudo dos cistolitos. Las células epidérmicas son lignificadas, la superficie lleva células gruesas que sin embargo secretan.
Las flores se producen en las axilas de las hojas. La especie es monoica - flores masculinas y femeninas en una planta. Las flores son de color amarillo-naranja con pétalos largos y los frutos son ovaladas. Las semillas miden unos 6 mm.
La planta contiene dendrosycin, una iso cucurbitacina con una formación de anillo inusual.

## Hábitat
La especie se describe generalmente como endémica de la isla de Socotra, aunque algunas fuentes (1887) afirman que estaba presente en el continente africano en Yibuti. Es muy abundante en las partes secas de la isla de Socotra , asociado a Croton socotranus en los llanos, y en suelos calcáreos y 500 m de altitud. La especie está bien adaptada a sitios secos. Está ampliamente distribuida en varios tipos de vegetación, pero tiene una distribución bastante fragmentada; en grandes áreas solo hay árboles aislados o pequeñas poblaciones relictas, mientras que en otras áreas es relativamente abundante. Hay unos pocos árboles en la isla de Samhah, pero ninguno sobre Darsah o Abd al Kuri.

## Estado de conservación
En tiempos de severas de sequía los árboles se talan, y despulpado sirven de alimento para el ganado. En algunas áreas (Kilissan) esto se ha traducido en su erradicación casi total. En las llanuras, las plántulas germinan y están protegidas de la ganadería en la cubierta de una densa vegetación tal como la proporcionada por el arbusto espinoso Lycium sokotranum o por colonias del arbusto suculento Cissus subaphylla. Donde no hay Cissus o Lycium, hay poca o ninguna regeneración. Así, a lo largo de la región sur de Socotra y en Samhah la recuperación de las poblaciones de Dendrosicyos después de la sequía depende de la presencia de colonias de Cissus.

## Taxonomía
Dendrosicyos socotrana fue descrita por Isaac Bayley Balfour y publicado en Proceedings of the Royal Society of Edinburgh 11: 513. 1882.